# Johannes-Nepomuk-Statue (Kronach, Andreas-Limmer-Straße)

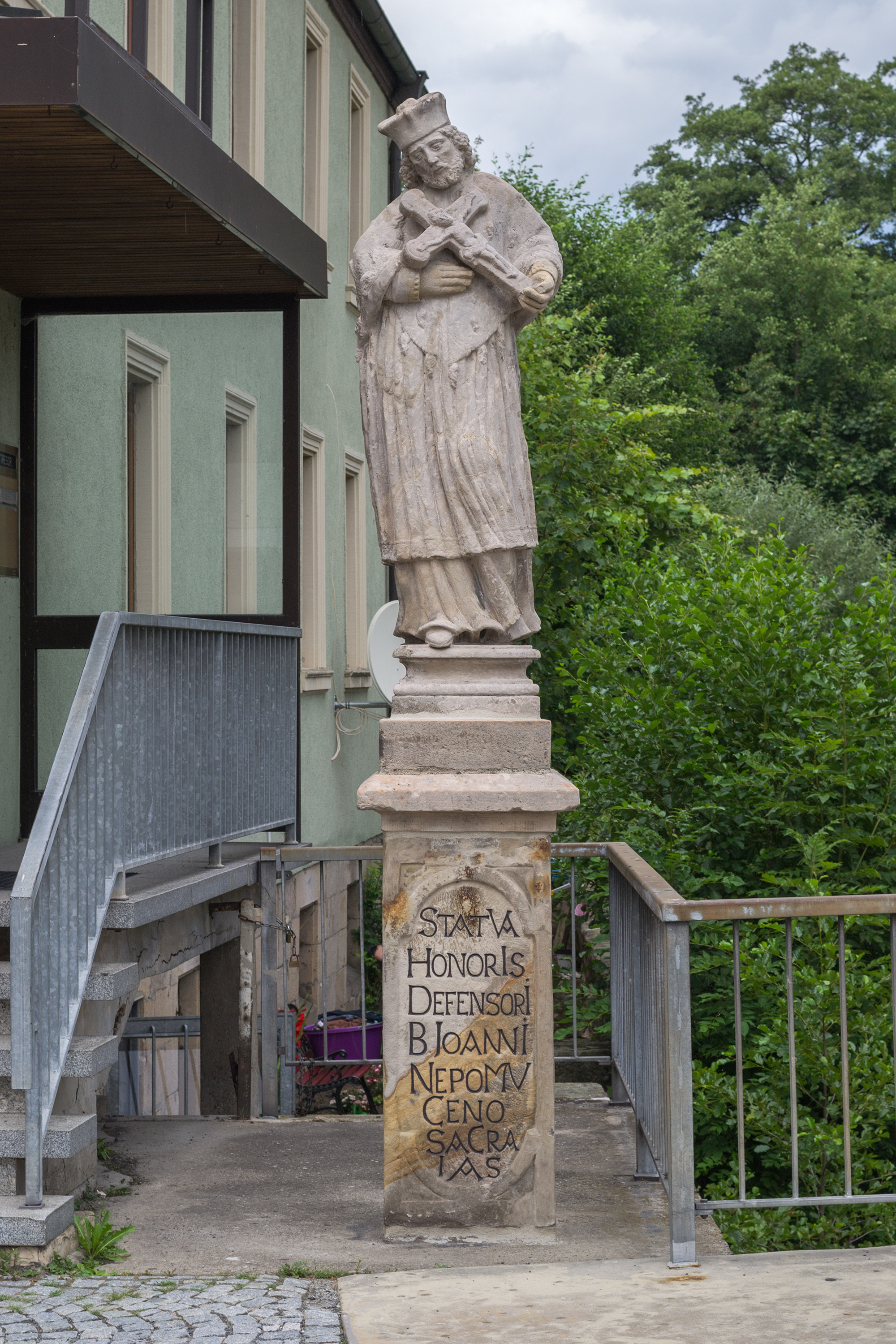
Johannes-Nepomuk-Statue in der Andreas-Limmer-Straße

Die Johannes-Nepomuk-Statue in der Andreas-Limmer-Straße in der oberfränkischen Stadt Kronach ist eine Darstellung des Heiligen Johannes Nepomuk.
Errichtet wurde die heute unter Denkmalschutz stehende Sandsteinstatue 1713, rund 16 Jahre vor der 1729 erfolgten Heiligsprechung des böhmischen Priesters. Sie zählt damit zu den ältesten Freifigurendarstellungen in Franken. Ursprünglich befand sich die Statue an der Südwestseite einer Brücke, die den zwischen den Gebäuden Andreas-Limmer-Straße 14 und 16 verlaufenden Mühlbach querte, einen Seitenarm der Kronach, der das Stadtgebiet heute unterirdisch durchfließt. Sie wurde anlässlich der Verrohrung des Mühlbachs in den 1960er Jahren um etwa 60 Meter an ihren heutigen Standort an der Nordwestseite der Kaulangerbrücke über die Kronach versetzt.
Im Jahr 2013 wurde die durch Witterungseinflüsse in Mitleidenschaft gezogene Nepomuk-Statue mit Geldmitteln, die von ihrem Eigentümer und von der Stadt Kronach zur Verfügung gestellt wurden, restauriert. Hierbei wurden auch die beiden Inschriften am Sockel wieder deutlich lesbar gemacht. Die in lateinischer Sprache verfasste Inschrift an der zur Straße gewandten Vorderseite enthält in der Form eines Chronogramms das Errichtungsjahr der Statue, die aus Initialen bestehende Inschrift an der Rückseite weist auf Baumeister Conrad Fischer und den damaligen regierenden Bürgermeister der Stadt, Johann Andreas Stöcklein, hin. Daneben enthält sie das Errichtungsjahr 1713.

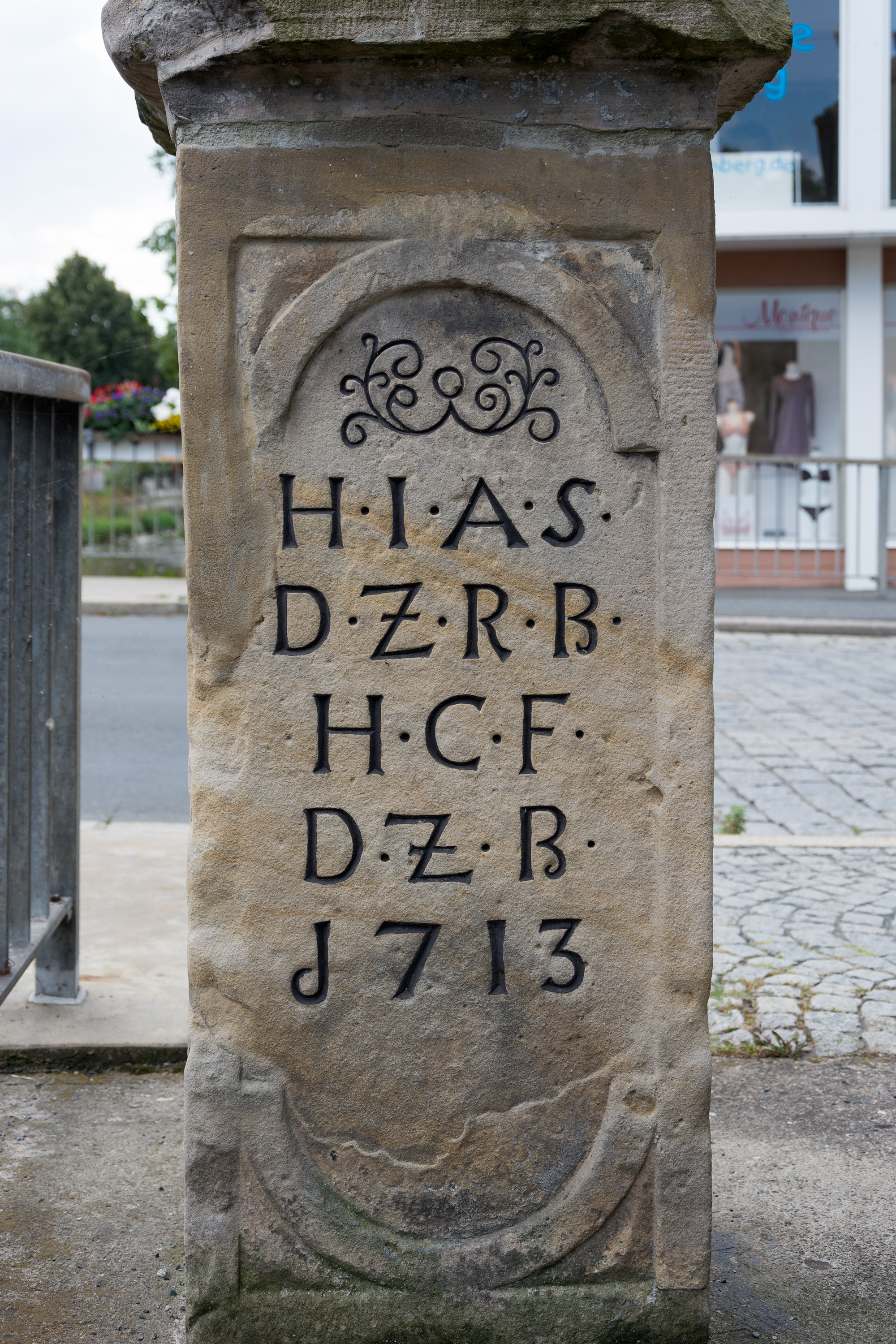
Inschrift an der Nordseite des Sockels
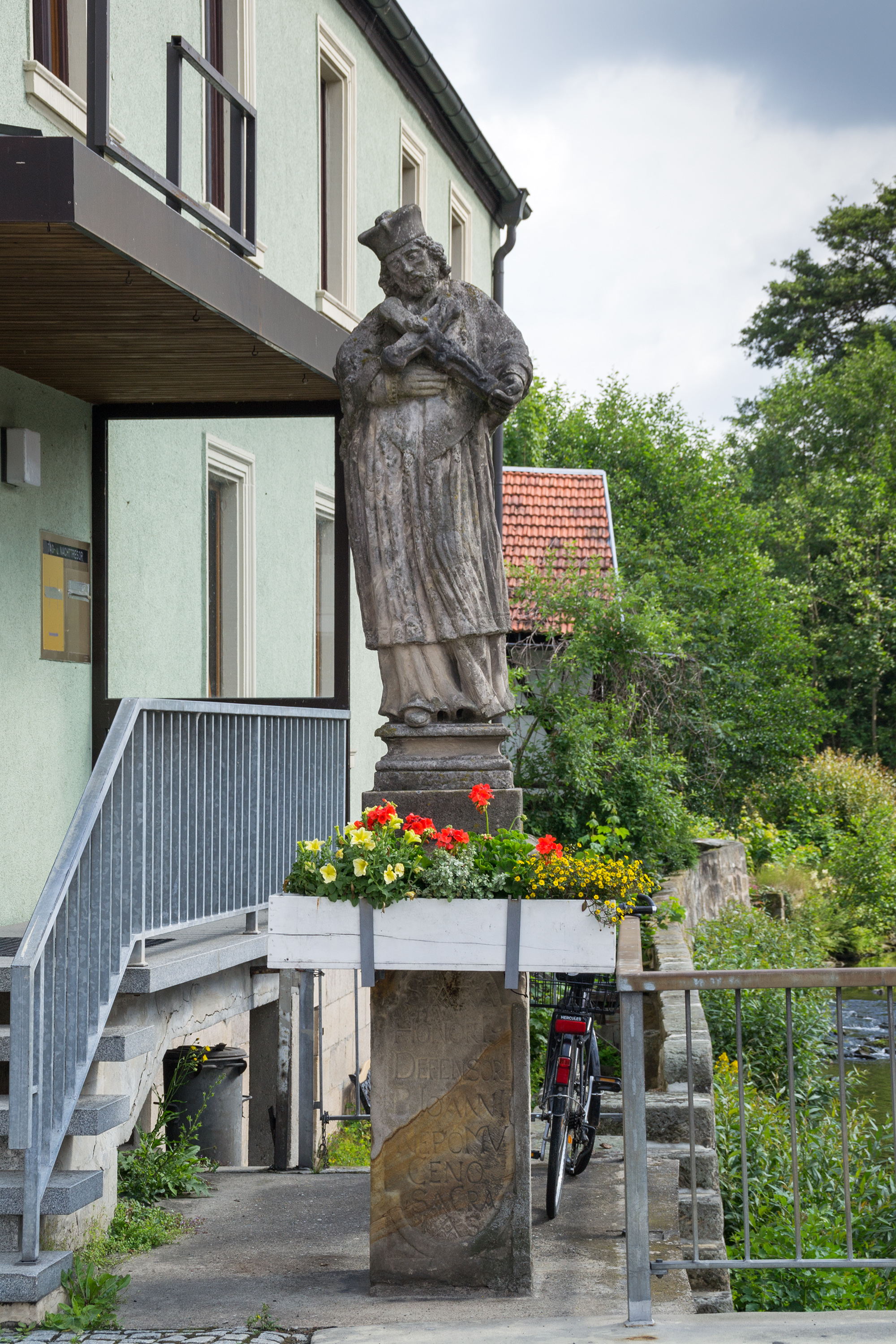
Die Statue im Juni 2011